# Nyctemera infuscata
Nyctemera infuscata är en fjärilsart som beskrevs av Adalbert Seitz 1915. Nyctemera infuscata ingår i släktet Nyctemera och familjen björnspinnare. Inga underarter finns listade i Catalogue of Life.